# Eddie Howe
Edward John Frank Howe, dit Eddie Howe (né le 29 novembre 1977 à Amersham) est un footballeur et entraîneur anglais.

## Biographie
Eddie Howe a effectué l'essentiel de sa carrière de joueur à Bournemouth. Dans le club du Dorset, il dispute près de 300 matchs entre 1994 et 2007, lorsqu'il arrête sa carrière de joueur à la suite d'une blessure au genoux.
Dans son club de toujours, il devient entraineur en 2008 et réussit l'exploit de faire monter l'équipe de la Football League Two (D4) à la Premier League, en l'espace de sept saisons.
Pour sa première saison en tant qu'entraineur, il parvient à maintenir son club en League Two, malgré une pénalité de -17pts en début de saison. L'année suivante, il termine second et monte en League One.
En 2012-2013, il obtient la seconde place et monte encore dans la division supérieure. 
À l'issue de la saison 2014-2015, son club remporte le Championship (D2) et accède pour la première fois à l'élite du football anglais. Durant la saison 2015-2016, il réalise quelques coups d'éclats, avec notamment des victoires à Chelsea et contre Manchester United, et demeure invaincu contre le champion Leicester City. Après cinq saisons dans l'élite, le club est relégué. Eddie Howe démissionne en fin de saison 2019-2020. Après 18 mois d'absence des terrains, il revient au premier plan en devenant entraîneur de Newcastle United début novembre 2021.

## Statistiques d'entraîneur
| AFC Bournemouth  | 31 décembre 2008 | 16 janvier 2011 | 102 | 51  | 18  | 33  | 50,0  |
| Burnley FC       | 16 janvier 2011  | 12 octobre 2012 | 87  | 34  | 19  | 34  | 39,0  |
| AFC Bournemouth  | 12 octobre 2012  | 1er août 2020   | 356 | 143 | 77  | 136 | 40,2  |
| Newcastle United | 8 novembre 2021  | en cours        | 106 | 53  | 24  | 30  | 56,25 |
| Total            | Total            | Total           | 647 | 281 | 137 | 233 | 43,71 |

## Palmarès

### Joueur
- Champion d'Angleterre de D2 en 2003 avec Portsmouth

### Entraîneur
| Bournemouth - Championship (D2) - Champion : 2015 | Newcastle United - Coupe de la Ligue - Vainqueur : 2025 |

### Distinctions
- Meilleur entraîneur du championnat d'Angleterre D2 pour la saison 2014-2015
- Manager de la décennie 2005-2015 de Football League
- Entraîneur du mois du championnat d'Angleterre en mars 2017, janvier 2018 et octobre 2018